# Federazione cestistica della Nuova Zelanda
La Federazione cestistica della Nuova Zelanda è l'ente che controlla e organizza la pallacanestro in Nuova Zelanda.
La federazione controlla inoltre la nazionale di pallacanestro della Nuova Zelanda. Ha sede a Wellington e l'attuale presidente è Barbara Wheadon.
È affiliata alla FIBA dal 1951 e organizza il National Basketball League.